# توهار بطبل
توهار بطبل ( مواليد 24 يناير 1994) هو لاعب اسرائيلي جزائري حصل على الميدالية البرونزية في منافسات الفرق المختلطة في أولمبياد 2020.